# Standfussiana lucernea
Standfussiana lucernea is een vlinder uit de familie van de uilen (Noctuidae). De wetenschappelijke naam is  gepubliceerd in 1758 door Linnaeus in de tiende editie van Systema naturae.
De soort komt voor in Europa.